# L'Estrada (Calders)
L'Estrada és una masia del terme de Calders, al Moianès. Pertanyia a la parròquia rural de Sant Pere de Viladecavalls.
Està situada a 411 metres d'altitud, al sector sud de l'antiga parròquia rural, a ponent de la masia del Soler i a la dreta de la riera de Navarcles.